# Karduncelus
Karduncelus (Carduncellus Adans.) – wyodrębniany w niektórych ujęciach systematycznych rodzaj roślin z rodziny astrowatych, alternatywnie gatunki tu zaliczane są też włączane do szeroko ujmowanego rodzaju krokosz Carthamus. W tradycyjnym ujęciu należy tu 27 gatunków występujących w basenie Morza Śródziemnego w jego zachodniej części (zwłaszcza na Półwyspie Iberyjskim i w północnej Afryce, na wschodzie po Grecję). Niektóre gatunki bywają uprawiane.

## Morfologia
PokrójByliny, rzadziej także rośliny jednoroczne, często o pędach silnie skróconych.
LiściePierzastosieczne i pierzastodzielne, zwykle kolczaste, rzadko nieuzbrojone, nagie lub owłosione.
KwiatyZebrane w pojedyncze koszyczki. Listki okrywy są zielone, z kolczastymi, frędzlowatymi zakończeniami. Kwiaty zwykle jasnoniebieskie, rzadko żółtawe.
OwoceNiełupki kanciaste. Puch kielichowy w jednym lub częściej dwóch okółkach, trwały lub odpadający.

## Systematyka
Rodzaj z rodziny astrowatych Asteraceae z podrodziny Carduoideae, z plemienia Cardueae i podplemienia Centaureinae.
Wykaz gatunków
- Carduncellus arborescens (L.) Sweet
- Carduncellus atractyloides Pomel
- Carduncellus balearicus (J. J. Rodr.) G. López
- Carduncellus caeruleus (L.) C. Presl
- Carduncellus calvus Boiss. & Reut.
- Carduncellus catrouxii Maire
- Carduncellus cespitosus Batt.
- Carduncellus chouletteanus (Pomel) Batt.
- Carduncellus cuatrecasii G. López
- Carduncellus dianius Webb
- Carduncellus duvauxii Batt. & Trab.
- Carduncellus eriocephalus Boiss.
- Carduncellus fruticosus (Maire) Hanelt
- Carduncellus helenioides (Desf.) Hanelt
- Carduncellus hispanicus Boiss. ex DC.
- Carduncellus mitissimus DC. – karduncelus miękki
- Carduncellus monspelliensium All.
- Carduncellus pinnatus (Desf.) DC. – karduncelus pierzasty
- Carduncellus rhiphaeus (Font Quer & Pau) G. López